# Thereza Maria Machado Quintella
Thereza Maria Machado Quintella  (Rio de Janeiro, 27 de maio de 1938) é uma diplomata brasileira. Foi a primeira aluna do Instituto Rio Branco a ter se tornado embaixadora de carreira. 

## Biografia

### Infância
Nasceu no Rio de Janeiro, filha de Clelia Mendes Machado e Moacyr Machado. Estudou no colégio Sacré-Coeur de Marie, em Copacabana, onde concluiu a Escola Normal. 

### Primeiras Atividades Profissionais e Formação Acadêmica
Foi professora no colégio Sacré-Coeur de Marie, onde lecionou no jardim de infância e, posteriormente, no curso de formação de novos professores.
Em 1958, licenciou-se em letras neolatinas pela Faculdade de Filosofia, Ciências e Letras do Instituto Santa Úrsula. A escolha de uma instituição de ensino católica e exclusivamente feminina foi requisito imposto pelo pai para que Thereza Quintella ingressasse no ensino superior.

### Carreira Diplomática
Em 1958, foi aprovada no Curso de Preparação à Carreira de Diplomata (CPCD), tendo sido nomeada terceira-secretária em outubro de 1961. 
Foi, em sua primeira lotação na Secretaria de Estado das Relações Exteriores, assistente do secretário-geral-adjunto para Assuntos Econômicos (1961-1963). 
Em seguida, exerceu a função de assistente e chefe interina da Divisão de Transportes e Comunicações (1963-1964).  
Entre 1964 e 1966, esteve lotada no Consulado do Brasil em Baía Blanca, na Argentina, onde exerceu as funções de vice-cônsul e cônsul. 
Em novembro de 1965, foi promovida por merecimento a segunda-secretária. 
Em 1967, regressou ao Brasil, tendo sido lotada como assistente do chefe da Divisão da Ásia e Oceania. Em 1969, foi removida para a Bélgica, tendo trabalhado como segunda-secretária na Missão do Brasil junto à Comunidade Econômica Européia (CEE). 
Em 1970, teve seu primeiro contato com temas de gênero no âmbito multilateral, ao representar o Brasil no seminário das Nações Unidas sobre a Participação das Mulheres na Vida Pública de Seus Países, em Moscou. 
Em 1972, foi promovida por merecimento a primeira-secretária.
De dezembro de 1973 a dezembro de 1976, Thereza Quintella serviu em Montevidéu, onde integrou a para a delegação junto à Associação Latino-americana de Livre Comércio (ALALC). Ocupou, entre 1974 e 1975, o cargo de encarregada de negócios. 
Em julho de 1977, foi promovida a conselheira. Foi também lotada na assessoria do chefe do Departamento de Organismos Regionais Americanos. Em 1978, chefiou a Divisão da ALALC e, em 1979, a Divisão de Imigração. 
Em junho de 1980, foi promovida a ministra de segunda classe. 
Entre 1980 e 1982, foi coordenadora técnica do Departamento de Comunicações e Documentação.
Em 1982, foi removida ao Reino Unido, onde exerceu os cargos de cônsul-geral em Londres (1982-1986) e de foi ministra-conselheira na representação junto aos organismos econômicos multilaterais (1986-1987).
Em 1987, assumiu a direção do Instituto Rio Branco, a escola de formação de diplomatas brasileiros, tendo sido a primeira mulher a ocupar a função de Diretora (1987-1991). 
Em dezembro de 1987, foi promovida a ministra de Primeira Classe, tendo sido a primeira mulher egressa do Instituto Rio Branco a alcançar o mais alto escalão da carreira diplomática. 
Entre 1992 e 1994, foi embaixadora da República da Áustria. Nesse mesmo período, foi representante-residente junto à Agência Internacional de Energia Atômica (AIEA), representante-permanente junto à Organização das Nações Unidas para o Desenvolvimento Industrial (UNIDO) e representante permanente junto aos órgãos da ONU sediados em Viena.
Entre junho de 1995 e setembro de 2001, assumiu o cargo de embaixadora do Brasil na Federação Russa, tendo exercido, cumulativamente, a chefia da embaixada junto à Bielorrússia, Armênia, Geórgia e Cazaquistão.
Entre setembro de 2001 e abril de 2005, foi presidente da Fundação Alexandre de Gusmão, em Brasília. 
Em abril de 2005, foi nomeada cônsul-geral do Brasil em Los Angeles, função que ocupou até sua aposentadoria por idade, em maio de 2008.

### Promoções
- Segunda Secretária (1965)

- Conselheira (1977)

- Ministra de Segunda Classe (1980)

- Ministra de Primeira Classe (1987)[2]

### Postos no Exterior
- Consulado do Brasil em Bahía Blanca, Vice-Cônsul e Cônsul Adjunta (1964-1966)

- Missão do Brasil junto à Comunidade Econômica Europeia (CEE), Bruxelas, segunda-secretária (1967-1973)

- Missão do Brasil junto à Associação Latino-americana de Livre Comércio (ALALC), delegada e Encarregada de Negócios (1973-1976)

- Consulado do Brasil em Londres, cônsul-geral (1982-1986)

- Representação do Brasil junto aos organismos econômicos multilaterais em Londres, ministra-conselheira (1986-1987)

- Embaixada do Brasil na República da Áustria, embaixadora (1992-1994)

- Embaixada do Brasil em São José da Costa Rica, Embaixadora (1995-2001)

- Consulado do Brasil em Los Angeles, cônsul-geral (2005-2008)[2]